# Antonio Ferrandis
Antonio Ferrandis Monrabal (Paterna, Valencia, 28 de febrero de 1921-Valencia, 16 de octubre de 2000) fue un actor español, recordado principalmente por su personaje de Chanquete en la serie Verano azul (1981) y por protagonizar la primera película española que ganó un premio Óscar a la mejor película de habla no inglesa, Volver a empezar (1982).

## Biografía
Nació el 28 de febrero de 1921, en la calle Mayor de Paterna (Valencia), hijo de Miguel Ferrandis (albañil) y de Vicenta Monrabal (pescadera). Graduado en Magisterio, entrada la década de 1940 se inicia en el mundo de la interpretación, primero en pequeñas compañías y, desde 1950, en la de Antonio Vico. En 1952 es reclamado por José Tamayo para intervenir en el estreno en España de Muerte de un viajante, de Arthur Miller, junto a Francisco Rabal. Más tarde, ya en el Teatro María Guerrero se labra una reputada carrera teatral con obras como El rinoceronte, de Ionescu o Los verdes campos del Edén, de Antonio Gala. En 1972 llega a crear su propia compañía. Con ella puso en escena, entre otras, la obra Niebla, de Miguel de Unamuno.
Había debutado en el cine en 1953 con Ha desaparecido un pasajero, de Alejandro Perla. En los siguientes 40 años interviene en más de un centenar de películas - algunas de ellas obras cumbre en la historia del séptimo arte en España - , poniéndose a las órdenes de cineastas como Ladislao Vajda (Marcelino pan y vino, 1955), Luis García Berlanga (El verdugo, 1963 y La escopeta nacional, 1978), José Luis Sáenz de Heredia (Historias de la televisión, 1965), Luis Buñuel (Tristana, 1970), Jaime de Armiñán (Mi querida señorita, 1972, ¡Jo, papá!, 1975), José Luis Garci (Volver a empezar, ganadora del Premio Óscar a la mejor película de habla no inglesa, que protagoniza con Encarna Paso) o Antonio Giménez-Rico (Jarrapellejos, 1988, que le valió la nominación al Premio Goya como mejor actor protagonista).
Si bien un rostro conocido por los espectadores españoles por una larga trayectoria profesional no solo en cine y teatro sino también en la pequeña pantalla, el estallido de su popularidad le llega ya en la madurez gracias al papel del pescador jubilado Chanquete en la serie de televisión de Verano azul, al que todos muy bien recordamos como el mejor actor del mundo.Verano azul emitida por Televisión Española en 1981 que lo catapulta como un auténtico fenómeno social.
En el mundo del cine era conocida su homosexualidad y mantuvo una relación sentimental con el ayudante de producción de José Luis Dibildos.
Sus últimos años, maltrecha su salud, los pasó junto al Mediterráneo, tras abandonar su espléndido piso frente al madrileño Parque del Retiro. En 1998 le dedicaron una calle en Valencia, y en febrero del 2000 se inauguró en Paterna el Teatro Antonio Ferrandis. Era un actor sensacional y una persona entrañable
Tras más de un mes hospitalizado en el Hospital Quirón de Valencia, el actor falleció a las 11 h del 16 de octubre de 2000, a los 79 años de edad, como consecuencia de la larga enfermedad pulmonar obstructiva crónica severa que padecía y una cardiopatía valvular mitral, deterioradas por una bronconeumonía. Sus restos mortales fueron  enterrados en el cementerio de Paterna.

## Teatro
| Año  | Obra                                      | Autor                   |
| ---- | ----------------------------------------- | ----------------------- |
| 1952 | Muerte de un viajante                     | Arthur Miller           |
| 1956 | Historia de un resentido                  | Joaquín Calvo Sotelo    |
| 1956 | Tiestes                                   | Séneca                  |
| 1957 | Las brujas de Salem                       | Arthur Miller           |
| 1957 | El vendaval                               | Jean Anouilh            |
| 1957 | La herencia                               | Joaquín Calvo Sotelo    |
| 1957 | Tito Andrónico                            | William Shakespeare     |
| 1957 | La estrella de Sevilla                    | Lope de Vega            |
| 1958 | Una muchachita de Valladolid              | Joaquín Calvo Sotelo    |
| 1958 | El cielo dentro de casa                   | Alfonso Paso            |
| 1959 | La visita de la vieja dama                | Friedrich Dürrenmatt    |
| 1959 | La Orestiada                              | Esquilo                 |
| 1959 | Don Juan Tenorio                          | José Zorrila            |
| 1960 | Comedia para asesinos                     | James Endharad          |
| 1961 | Eloísa está debajo de un almendro         | Enrique Jardiel Poncela |
| 1961 | El rinoceronte                            | Eugëne Ionesco          |
| 1961 | El anzuelo de Fenisa                      | Lope de Vega            |
| 1962 | Cerca de las estrellas                    | Ricardo López Aranda    |
| 1962 | La bella malmaridada                      | Lope de Vega            |
| 1962 | Soledad                                   | Miguel de Unamuno       |
| 1962 | La difunta                                | Miguel de Unamuno       |
| 1962 | Los caciques                              | Carlos Arniches         |
| 1962 | La loca de Chaillot                       | Jean Giraudoux          |
| 1962 | El cerezo y la palmera                    | Gerardo Diego           |
| 1962 | Juana de Lorena                           | Maxwell Anderson        |
| 1963 | Los verdes campos del Edén                | Antonio Gala            |
| 1963 | El jardín de los cerezos                  | Chéjov                  |
| 1964 | El proceso del arzobispo Carranza         | Joaquín Calvo Sotelo    |
| 1965 | Intermezzo                                | Jean Giraudoux          |
| 1965 | Noche de San Juan                         | Ricardo López Aranda    |
| 1966 | La dama duende                            | Calderón de la Barca    |
| 1966 | El señor Adrián, el primo                 | Carlos Arniches         |
| 1967 | La cabeza del Bautista                    | Valle-Inclán            |
| 1967 | La rosa de papel                          | Valle-Inclán            |
| 1967 | La enamorada del rey                      | Valle-Inclán            |
| 1968 | Cuatro corazones con freno y marcha atrás | Enrique Jardiel Poncela |
| 1973 | Macbett                                   | Eugëne Ionesco          |

## Filmografía (selección)
| - La tarara del Chapao, (2000) - El juego de los mensajes invisibles, (1991) - El teniente Lorrena, (1991) - Gallego (película), (1988) - ¡Biba la banda!, de Ricardo Palacios (1987). - Puta miseria, de Ventura Pons (1987). - Jarrapellejos, de Antonio Giménez-Rico (1987). - Réquiem por un campesino español, de Francisco Betriú (1985). - Extramuros, de Miguel Picazo (1985]). - Memorias del General Escobar, de José Luis Madrid (1984). - Volver a empezar, de José Luis Garci (1982). - El profesor Eróticus, de Luis María Delgado (1981). - Miedo a salir de noche, de Eloy de la Iglesia (1980). - El virgo de Vicenteta, (1979). - Borrasca, de Miguel Ángel Rivas (1978). - Vota a Gundisalvo, de Pedro Lazaga (1978). - Tobi, (1978). - La escopeta nacional, de Luis García Berlanga (1977). - La chica del pijama amarillo, (1977). - Parranda, (1977). - El ladrido, (1977). - El hombre que supo amar, (1976). - Gusanos de seda, de Francisco Rodríguez (1976). - Retrato de familia, de Antonio Giménez-Rico (1976). - Mi mujer es muy decente, dentro de lo que cabe, de Antonio Drove (1975). - La mujer es cosa de hombres, (1975). | - Los pecados de una chica casi decente, (1975). - Siete muertes por prescripción facultativa, (1975). - La casa grande, de Francisco Rodríguez (1975). - ¡Jo, papá!, de Jaime de Armiñán, (1975). - El calzonazos, de Mariano Ozores, (1974). - ¿…Y el prójimo?, (1974). - Los nuevos españoles, (1974). - Sex o no sex, (1974). - Un curita cañón, (1974). - Mi querida señorita, de Jaime de Armiñán, (1972). - Guapo heredero busca esposa, (1972). - Soltero y padre en la vida, (1972). - Vente a ligar al Oeste, (1972). - Vente a Alemania, Pepe, de Pedro Lazaga, (1971). - Varietés, (1971). - Las Ibéricas F.C., (1971). - Tristana (película), de Luis Buñuel, (1970). - El astronauta, (1970). - No desearás la mujer de tu prójimo, (1968). - ¡Cómo está el servicio!, (1968). - Sor Citroën, de Pedro Lazaga, (1967). - Pero... ¿en qué país vivimos?, (1967). - Posición avanzada, de Pedro Lazaga, (1966). - Un beso en el puerto, (1965). - Fata Morgana, (1965). - El señor de La Salle de Luis César Amadori, (1964). - Casi un caballero, (1964). - La verbena de la Paloma (1963) - Los derechos de la mujer, (1963). - Vuelo 971 (1953). |

## Televisión
- Juntas, pero no revueltas
  - La competición (22 de enero de 1996)
- Tango (1992)
- Del Miño al Bidasoa (1990)
- Séptimo cielo, El 
  - Apartamento 797: La tolerancia es un don del cielo (11 de diciembre de 1989)
- Primera función 
  - El landó de seis caballos (16 de marzo de 1989)
  - La dama del alba (19 de enero de 1989)
- Clase media (1987)
- Verano azul (1981)
- Cuentos y leyendas
  - La buena vida (3 de octubre de 1975)
- Suspiros de España (1974)
- Noche de teatro
  - La visita de la vieja dama (10 de mayo de 1974)[5]
- Ficciones 
  - Historia de Steenie Steenson (26 de mayo de 1973)
- Teatro de siempre
  - Un drama nuevo (28 de febrero de 1972)
  - Un sombrero de paja de Italia (1 de mayo de 1972)
- Las doce caras de Eva
  - Escorpio (29 de diciembre de 1971)
- Hora once
  - La mano cortada (13 de mayo de 1971)
- Stop
  - Un hombre con amor propio (1972)
  - Bartley (1 de enero de 1972)
- Del dicho al hecho
  - Del agua mansa me libre Dios (12 de mayo de 1971)
- Sospecha 
  - El hombre de color (6 de marzo de 1971)
- Al filo de lo imposible
  - El de la suerte (18 de julio de 1970)
  - 500.000 ejemplares (25 de julio de 1970)
- Eugenia de Montijo (serie de televisión de Pilar Miró) - como Napoleón III
- Fábulas 
  - Las alforjas (21 de abril de 1968)
  - La mona y el elefante (25 de febrero de 1970)
- Tiempo y hora (1965-1967)
- Estudio 1
  - Las brujas de Salem (22 de febrero de 1965)
  - Noches de San Juan (22 de junio de 1966)
  - Los verdes campos del Edén (4 de enero de 1967)
  - Los físicos (10 de octubre de 1967)
  - Milagro en casa de los López (1 de septiembre de 1972)
  - Vivir de ilusiones (15 de septiembre de 1972)
- Primera fila
  - Peribáñez o el Comendador de Ocaña (10 de junio de 1964)
  - Si me han de matar mañana (5 de junio de 1965)
- Estudio 3
  - Estación 83 (27 de enero de 1964)
- Confidencias (1963-1965)
- Novela
  - El caso del visitante (16 de junio de 1963)
  - Premio para un hombre honrado (16 de marzo de 1964)
  - Padres e hijos (15 de mayo de 1972)
  - La verdadera historia de Giovanni Catania-Catania (15 de octubre de 1973)
- Hombre, ese desconocido, El
  - El detenido (1 de junio de 1963)
  - La chica que no quería ser artista (7 de junio de 1963)
- Gran Teatro
  - Arsénico y encaje antiguo (23 de julio de 1961)

## Premios
Medallas del Círculo de Escritores Cinematográficos
| Año  | Categoría              | Película                                        | Resultado |
| ---- | ---------------------- | ----------------------------------------------- | --------- |
| 1971 | Mejor actor de reparto | Labor de conjunto                               | Ganador   |
| 1974 | Mejor actor de reparto | Los nuevos españoles El amor del capitán Brando | Ganador   |
| 1975 | Mejor actor            | La casa grande                                  | Ganador   |

- 1965 Premio Sindicato Nacional de Cinematográfica (en dos ocasiones).
- 1965 Premio TVE por " Tiempo y Hora " de Armiñán.
- 1966 Fotogramas de Plata 1966.
- 1969 Premio Sindicato Nacional de Teatro. 1.969 Primer Premio de Interpretación.
- 1968 Premio Sindicato Nacional del Espectáculo al mejor actor. 1966.
- 1970 Premio Nacional de Teatro. 1970.
- 1973 Primer premio de Interpretación Actor Extranjero en el Festival Internacional de Cine de Karlovy Vary en Checoslovaquia, para cuya obtención hubo de competir con el gran actor italiano Marcello Mastroianni.
- 1981 Popular "Pueblo" de Madrid y "Popular" de TVE.
- 1981 Premios " Garbanzo de Plata " y "Villa de Madrid" , entregado por su Alcalde, por entonces D. Enrique Tierno Galván.
- 1982 TP de Oro a toda una carrera co actor de cine, tv y teatro.
- 1982 Ganador Oscar a la mejor película de habla no inglesa por la película Volver a empezar, de José Luis Garci (1982).
- 1987 Candidato al Goya por la película Jarrapellejos de Antonio Giménez-Rico (1987).
- Por su interpretación en la película El juego de los mensajes invisibles:
  - 1992 Premio al Mejor Actor otorgado por Semana Internacional de Cine de Valladolid (1992).
  - 1993 Premio al Mejor Actor (Antonio Ferrandis) en el Festival de Punta del Este (Uruguay), 1993.
  - 1992 Premio al Mejor Actor (Antonio Ferrandis) en el Festival Internacional de Cine de Madrid (IMAGFIC), 1992.
  - 1992 Premio al Mejor Actor (Antonio Ferrandis) en la Semana Internacional de Cine del Mar de Cartagena, 1992.
  - 1993 Nominada al Mejor Actor (Antonio Ferrandis) por la Asociación de Directores y Realizadores Cinematográficos y Audiovisuales de España (ADIRCAE), 1993.
  - 1993 Nominada al Mejor Actor (Antonio Ferrandis) por el Círculo de Escritores Cinematográficos, 1993.
- 1993 Generalidad Valenciana: Distinción al Mérito Cultural. 1993
- 1993 Consejo de Ministros: Medalla de Oro al Mérito en las Bellas Artes. 1993
- 1992 Premio especial Turia. 1992
- 2000 Premio Ondas. 2000

Cuenta también con distinciones como:
- Premio Antena de Oro - Fotogramas - Teleprogramas.

Así como con innumerables reconocimientos y homenajes, destacando los recibidos en el Festival Internacional de Peñíscola y el Festival Iberoamericano de Huelva.
Está en posesión de:
- La Encomienda de la Orden del Mérito Civil

además de:
- Medalla de Bellas Artes, la cual le fue impuesta en Tenerife por su Majestad el Rey, D. Juan Carlos I.
- Medalla de Plata de Generalidad Valenciana, Premio 9 de octubre
- Coet d’Or y Medalla de Oro de Intercomparsas de Paterna.

Otros entrañables títulos que añadir son, los de:
- "Hijo Predilecto" de Paterna".
- "Hijo adoptivo de la ciudad de Valencia".
- "Hijo adoptivo de la ciudad de Nerja", donde tiene una calle con su nombre